# Mar Càspia
La mar Càspia o mar Caspiana és una mar tancada que ocupa la part més fonda d'una depressió entre Àsia i Europa, la Depressió caspiana, que és part de la gran Depressió aralocaspiana. És la massa d'aigua interior (conca endorreica) més gran del món, amb una superfície de 371.000 km² (sense incloure el llac de Garabogazköl) i un volum de 78.200 km³ amb característiques comunes tant amb els mars com amb els llacs. Sovint és considerat el llac més gran del món, tot i que no és d'aigua dolça sinó salada. Té nombroses illes, la més gran de les quals és la d'Ogurja Ada, que té 47 quilòmetres de llargada; cap al nord, la major part de les illes són petites i deshabitades.

## Etimologia
Segons l'historiador grec Estrabó, el nom de mar Càspia degué derivar de la paraula sànscrita Kashyap, nom d'un antic savi indi, tal com també creuen els hindús.
Entre els grecs i els perses antics era conegut com l'oceà Hircà. Per als perses antics, així com en el modern Iran, és conegut com la mar Gilan (en persa: گیلان). Els indis l'anomenaven Kashyap Sagar. En els països de llengua turquesa se la coneix com la mar Khazar. Antigues fonts russes s'hi referien com la mar Khvalyn (Khvalynian) (Хвалынское море / Хвалисское море) i després de Khvalis, els habitants de Khwarezmia. Les antigues fonts àrabs s'hi refereixen com a بحر جیلان Gilan Bahr.
La paraula Càspia prové dels caspis (en persa: کاسپی), un antic poble que va viure al sud-oest d'aquesta mar, a Transcaucàsia. Estrabó deixà escrit que "al país dels albanesos pertany també el territori anomenat Caspiana, que porta el nom de la tribu de la mar Càspia, com ho era també la mar, però la tribu ara ha desaparegut". D'altra banda, les Portes càspies, que és el nom d'una regió de la província de Teheran, a l'Iran, és una possible prova que aquest poble va migrar cap al sud, a partir de la mar Càspia.
La denominació de la mar Càspia en les llengües turqueses és Hazar deňzi en turcman, Xəzər dənizi en àzeri, i Hazar denizi en turc. En tots aquests idiomes, la segona paraula simplement significa 'mar' i la primera es refereix als històrics khàzars turcs, que van tenir un extens imperi al nord de la mar Càspia, entre els segles VII i X.

## Geologia
Com la mar Negra, la mar Càspia és una de les restes de l'antic oceà de Tetis. El mar Caspi es va quedar sense sortida al mar fa 5,5 milions d'anys a causa de l'elevació tectònica i una caiguda del nivell del mar.
Durant el Miocè els esdeveniments tectònics van tancar l'oceà de Tetis, que va evolucionar cap al llac de Sarmàcia, que es creà a partir del modern mar Negre i del sud del Caspi, quan la col·lisió de la península Aràbiga amb Àsia occidental va empènyer el Kopet Dag i les muntanyes del Caucas. El moviment orogènic era continu i el Caspi es desconnectava regularment del mar Negre. A finals del Pòntic, un arc de muntanya s'elevà a través de la conca sud i el va dividir en els llacs Khachmaz i Lankaran, i els moviments durant el Neocè van acabar de donar-li la forma actual.
Durant els darrers 2.500 anys ha tingut una variació de fins a 6 metres d'alçada, i durant els períodes climàtics càlids i secs arribà a gairebé assecar-se, dipositant al sòl els sediments evaporítics com l'halita. A causa de l'actual afluència d'aigua dolça, el mar Caspi és un llac d'aigua dolça al nord. Té un índex més alt de salinitat a la costa de l'Iran, on la conca hidrogràfica té poc de cabal. Actualment la salinitat mitjana del mar Caspi és una tercera part de la mitjana dels oceans de la Terra. La salinitat del golf de Garabogazköl, el qual s'assecà a la dècada de 1980 tot i que des de llavors s'ha anat recuperant, multiplica per deu la salinitat oceànica.

## Geografia
La mar Càspia és la major massa d'aigua continental del món i si el considerem com un llac representa entre el 40 i el 44 per cent del total d'aigües lacustres del món. Es troba voltada per Rússia a l'oest, per l'Azerbaidjan al sud-oest, per l'Iran al sud, pel Turkmenistan al sud-est i pel Kazakhstan al nord i a l'est, on es troben les estepes de l'Àsia central. Al sud-oest de la Càspia hi ha les muntanyes del Caucas, i al sud el massís de l'Elburz. A la costa oriental, al Turkmenistan, té una àmplia entrada en forma de golf anomenada Garabogazköl.
La mar Càspia està dividida en tres regions físiques diferents: la septentrional, la central i la meridional.
Està connectada amb la mar d'Azov mitjançant el canal de Manitx.

### Illes

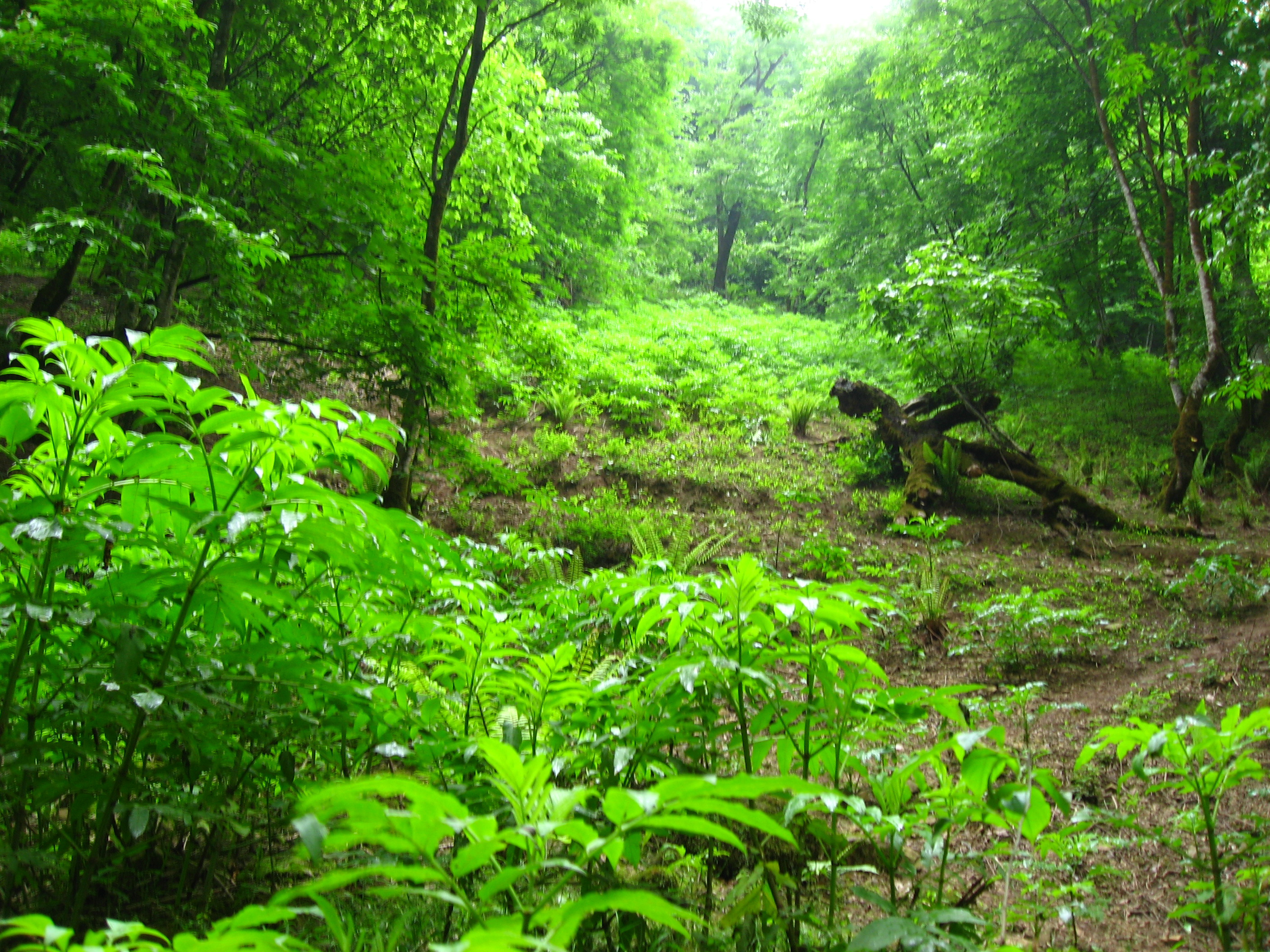
Boscos mixtos caspihicàrnics, al nord de l'Iran i l'Azerbaidjan del Sud

La mar Càspia té moltes illes en la seva longitud. Ogurja Ada és l'illa més gran: té 47 quilòmetres de llarg, amb gaseles pasturant lliurement.
Al nord de la mar Càspia, la majoria de les illes són petites i deshabitades, com l'arxipèlag Tyuleniy, una Àrea Important d'Ocells (IBA), encara que algunes tenen colons humans.
Moltes de les illes properes a la costa de l'Azerbaidjan tenen una gran importància geopolítica i econòmica a causa de les seves reserves de petroli. L'illa de Bulla és davant les costes de l'Azerbaidjan, i conté enormes reserves de petroli. L'illa Pirallahı, davant la costa de l'Azerbaidjan, també té reserves de petroli, i fou un dels primers llocs a l'Azerbaidjan on es va descobrir petroli, i el primer lloc a la mar Càspia on es va realitzar una perforació sectorial. L'illa de Nargin va ser utilitzada com a base militar de la Unió Soviètica i és l'illa més gran de la badia de Bakú. Ashuradeh es troba a l'extrem oriental de la península de Miankaleh al nord-est de la badia de Gorgan, prop de la costa iraniana. Va ser separada de la península després que els illencs hi creessin un canal.
Diverses illes, particularment al voltant de l'Azerbaidjan, han patit greus danys ambientals a causa de la producció de petroli. Vulf, per exemple, va sofrir greus danys ecològics per la producció de petroli a les illes veïnes, tot i que s'hi poden seguir trobant foques del Caspi i diverses espècies d'aus marines.
Diverses illes de l'arxipèlag de Bakú foren originàriament volcans de fang de l'Azerbaidjan extints.

### Ciutats properes a la mar Càspia

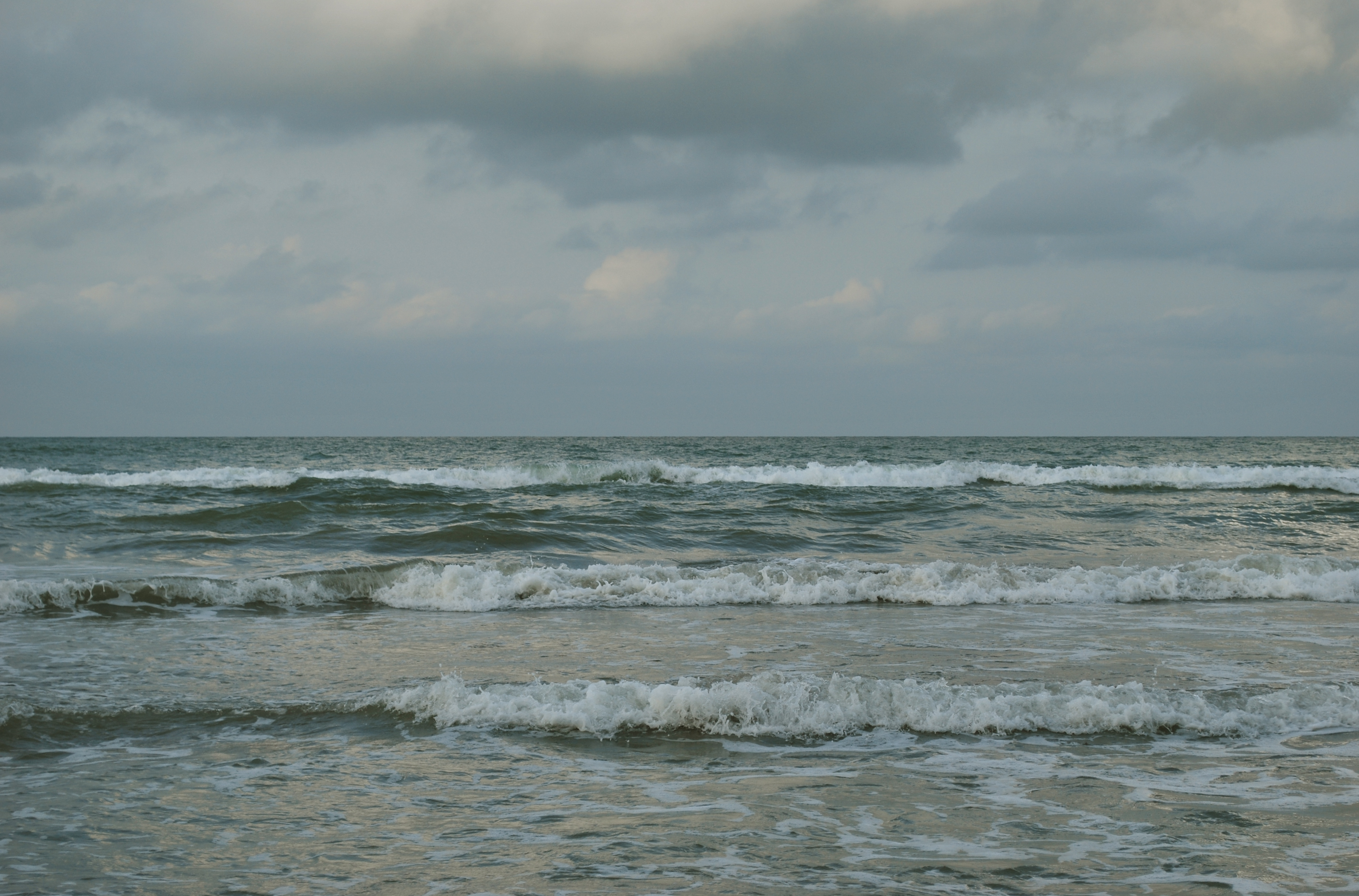
Riba de la mar Càspia, prop de Bandar Anzali, Iran

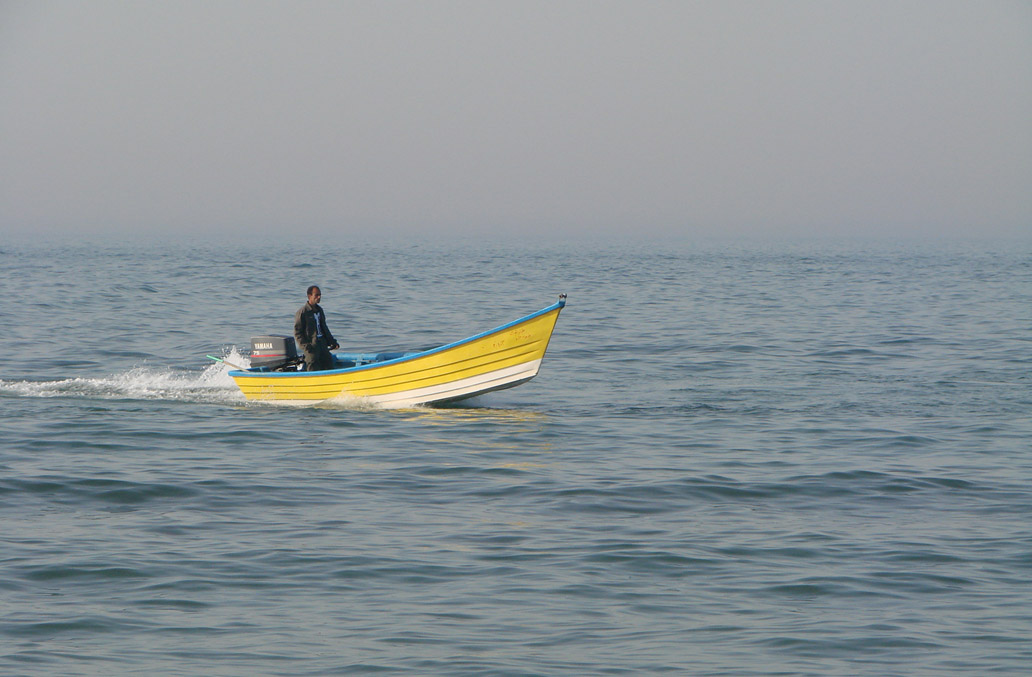
Mar Càspia a Babolsar, Iran

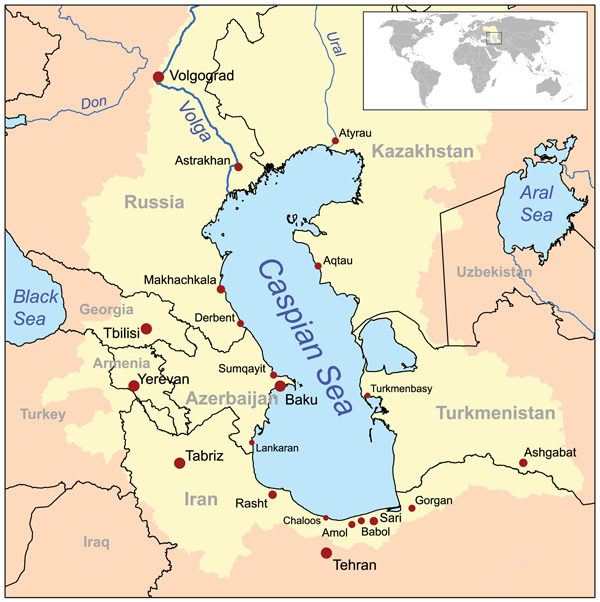
Mapa de la mar Càspia: el color groc indica la conca del Caspi. (D'ençà que aquest mapa es va dibuixar, el mar d'Aral adjacent ha disminuït de mida de forma molt important)

Les ciutats històriques més importants vora la mar Càspia són:
- Hircània, antic estat al nord de l'Iran
- Astracan, Derbent i Makhatxkalà, a Rússia
- Bakú, Astara, Lenkeran, Sumqayit, Neft Daslari, Xacmas a l'Azerbaidjan
- Astara, Bandar-e Anzali i Chalus, a l'Iran
- Türkmenbaşy (l'antiga Krasnovodsk), al Turkmenistan
- Akhtau (l'antiga Xevtxenko) i Atirau (l'antiga Guriev), al Kazakhstan

Ciutats modernes:
- Azerbaidjan
  - Astara
  - Avrora
  - Bakú
  - Bankə
  - Gobustan
  - Qala
  - Khudat
  - Khachmaz
  - Lenkoran
  - Nabran
  - Oil Rocks
  - Sumqayit
- Iran
  - Ali Abad
  - Amol
  - Astaneh-ye Ashrafiyeh
  - Astara
  - Babul
  - Babolsar
  - Bandar-e Anzali
  - Bandar-e-gaz
  - Bandar Torkaman
  - Behshahr
  - Chaloos
  - Fenderesk
  - Ghaem Shahr
  - Gonbad-e Kavus
  - Gorgan
  - Jooybar
  - Kordkuy
  - Lahijan
  - Langrud
  - Mahmood Abad
  - Neka
  - Nowshahr
  - Nur
  - Ramsar
  - Rasht
  - Rudbar
  - Rudsar
  - Sari
  - Tonekabon
- Kazakhstan
  - Atirau (abans Guriev)
  - Aqtau (abans Shevchenko)
- Rússia
  - Astrakhan
  - Derbent
  - Makhatxkalà
- Turkmenistan
  - Türkmenbaşy (abans Krasnovodsk)
  - Hazar (abans Çeleken)
  - Esenguly
  - Garabogaz (abans Bekda)

### Canals existents i propostes
Tot i que la mar Càspia és endorreica, el seu principal afluent, el Volga, està connectat per canals molt importants com són el canal que connecta amb el riu Don (i per tant amb la mar Negra) i el canal que connecta amb el mar Bàltic, i amb canals subsidiaris fins al nord de Dvina i cap a la mar Blanca.
Un altre afluent de la mar Càspia, el riu Kuma, està connectat per un canal de reg amb la conca del Don.

#### Canals proposats en el passat
El canal principal del Turkmenistan, la construcció del qual començà l'any 1950, s'estendria des del Nukus a l'Amu-Darya de Krasnovodsk a la mar Càspia. Seria utilitzat no sols per al reg, sinó també per al transport, la connexió de l'Amu-Darya i el mar d'Aral amb la mar Càspia. El projecte fou abandonat poc després de la mort de Stalin, a favor del canal del Karakum, que s'executa en una ruta més al sud i no arriba a la mar Càspia.
Des dels anys 1930 fins al 1980, els projectes del canal Pechora-Kama van ser àmpliament discutits, i algunes proves de construcció amb experiments amb explosions nuclears es van dur a terme el 1971. Per a aquest projecte, el transport marítim era una consideració secundària: l'objectiu principal era redirigir una part de l'aigua del riu Pechora (que desemboca a l'oceà Àrtic) a través del Kama al Volga. Els objectius eren principalment el reg i estabilitzar el nivell d'aigua a la mar Càspia, que es creia que estava decaient perillosament ràpid en aquell moment.

#### Canal d'Euràsia
El juny de 2007, per tal d'impulsar l'accés als mercats de la riquesa en petroli que tenia el país, el president del Kazakhstan Nursultan Nazarbaev va proposar un enllaç de 700 km entre la mar Càspia i la mar Negra. S'espera que el "Canal d'Euràsia" (Canal Manych Ship) transformaria el Kazakhstan sense litoral i d'altres països de l'Àsia central en estats marítims, fet que els permetria augmentar significativament el volum de comerç. Mentre que el canal travessaria territori rus, beneficiaria Kazakhstan a través dels seus ports del mar Caspi.
Els funcionaris del Comitè de Recursos Hídrics del Ministeri d'Agricultura del govern del Kazakhstan diuen que la ruta més probable per al canal seguiria la depressió del Kumà-Mànitx, on en l'actualitat una cadena de rius i llacs ja està connectat per un canal de reg (Canal Kuma-Manych). L'actualització del Canal Volga-Don seria una altra opció.

## Hidrografia

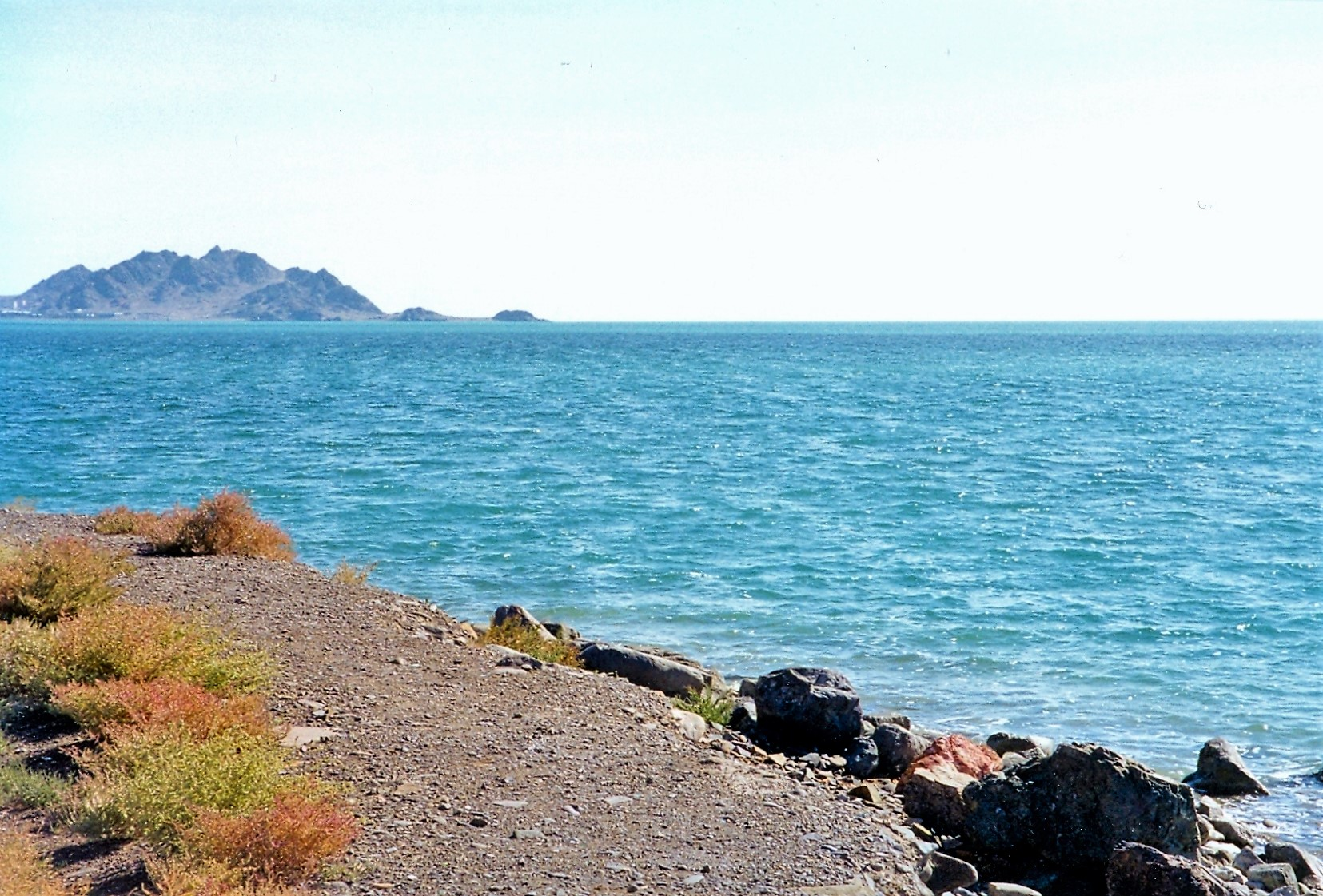
Riba del mar Caspi, Türkmenbaşy, Turkmenistan.

La mar Càspia té característiques comunes tant amb els mars com amb els llacs. Sovint és considerat el llac més gran del món, tot i no ser d'aigua dolça.
El Volga (que aporta un 80% de l'aigua de riu) i l'Ural desguassen a la mar Càspia, que és endorreica, és a dir, que no té cap sortida natural d'aigua (a part de la derivada de l'evaporació). D'aquesta manera, l'ecosistema caspià és el d'una conca tancada, amb el seu propi nivell del mar que és independent del nivell eustàtic dels oceans del món. La Càspia es va tancar fa uns 5,5 milions d'anys. El seu nivell ha anat baixant i pujant, sovint ràpidament, diverses vegades al llarg dels segles. Alguns historiadors russos sostenen que una de les crescudes medievals de la mar Càspia van ocasionar la inundació d'algunes ciutats costaneres dels khàzars, com per exemple Atil. El 2004, el nivell de les aigües era de 28 metres sota el nivell del mar.

## Clima
La zona nord del mar Caspi es congela durant l'hivern, i en hiverns freds, tota l'àrea nord queda coberta de gel. El gel també apareix en algunes àrees del sud al desembre i el gener. En hiverns suaus, el gel forma bancs a les àrees pantanoses prop de la costa.

## Ecologia i medi ambient
La fluctuació del nivell depèn de les aportacions del Volga, que rep les aportacions variables de la seva vasta conca hidrogràfica. Les precipitacions estan relacionades amb les variacions que sofreixen les depressions de l'Atlàntic Nord que arriben a l'interior, les quals per la seva banda es veuen afectades pels diversos cicles de l'Oscil·lació de l'Atlàntic Nord. Així doncs, els nivells de la mar Càspia estan relacionats amb les condicions atmosfèriques de l'Atlàntic Nord, a milers de quilòmetres nord i oest enllà. Aquests factors fan de la mar Càspia un indret valuós per a l'estudi de les causes i els efectes del canvi climàtic global.
L'últim cicle a curt termini del nivell del mar va començar amb una caiguda del nivell marítim de 3 m des del 1929 fins al 1977, seguida per una pujada de 3 m des del 1977 fins al 1995. Des de llavors s'han succeït petites oscil·lacions. Aquests canvis han causat seriosos problemes ambientals.

### Fauna

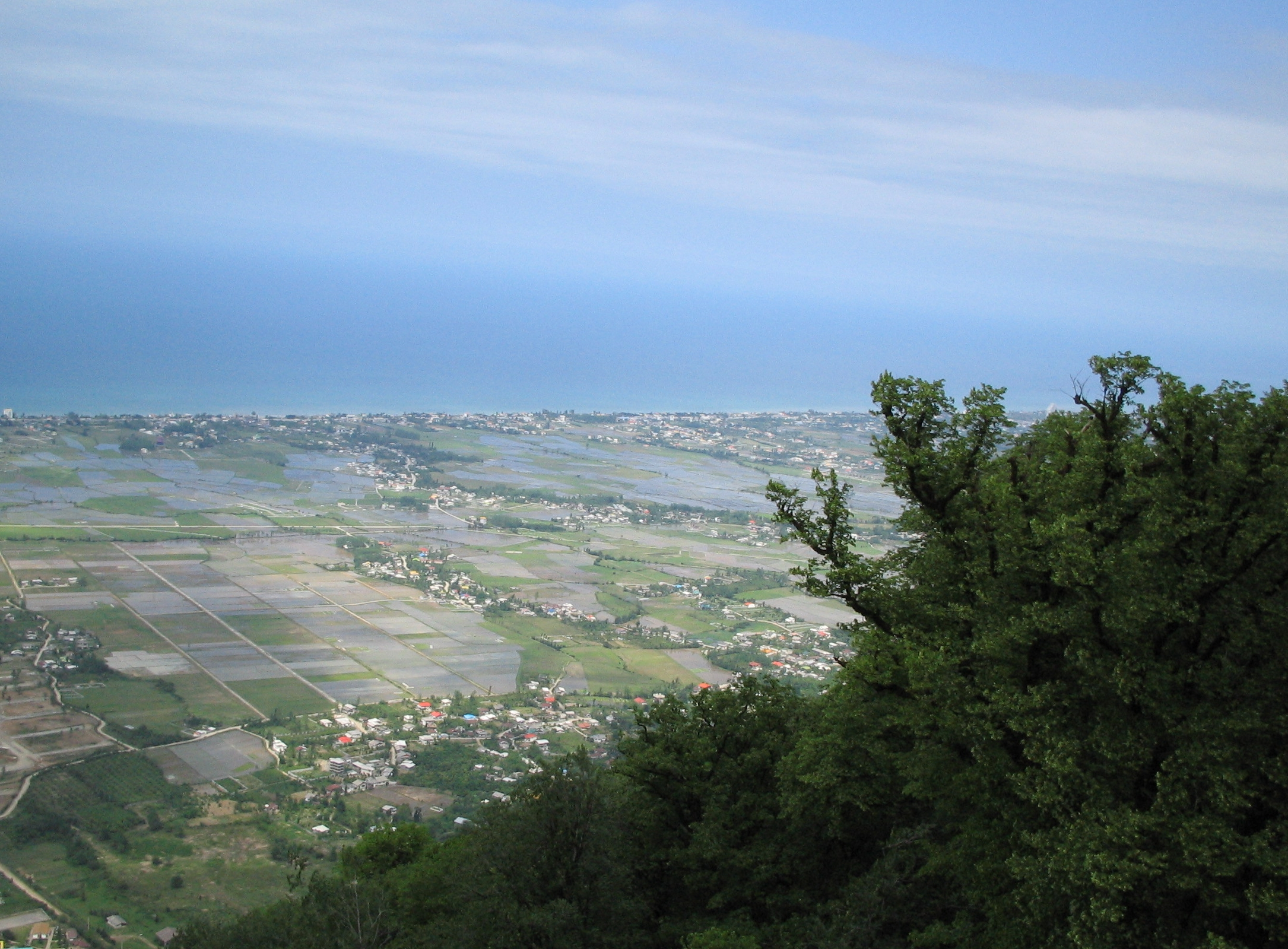
Vista aèria de la costa més meridional de la mar Càspia, com es veu des de dalt de les Alborz a Mazandaran, Iran.

La mar Càspia conté un gran nombre d'esturions, els ous dels quals es transformen en caviar. Tanmateix, la sobreexplotació pesquera afecta de tal manera la població d'esturions que els ecologistes en reclamen la prohibició total de la pesca fins que la població d'aquest peix es recuperi.
Tanmateix, l'alt preu del caviar d'esturió permet als pescadors de permetre's de poder fer suborns per assegurar que les autoritats miren cap a un altre costat, fent ineficaces les regulacions en moltes localitzacions. La recollida del caviar a més amenaça les existències de peix, ja que l'objectiu de les captures són els exemplars femenins. A la mar Càspia, juntament amb la mar Negra, s'hi poden trobar espècies del musclo zebra, introduït accidentalment i que s'ha convertit en una espècie invasora en molts països.
La Foca del Caspi (Phoca caspica, Pusa caspica segons algunes fonts), que és endèmica a la mar Càspia, és una de poques espècies de foca que viuen en aigües d'interior (vegeu també la Foca del Baikal).
L'àrea ha donat nom a unes quantes espècies d'ocells, incloent-hi les gavines del Caspi i els xatracs de la Càspia.
Hi ha unes quantes espècies i subespècies de peixos endèmics d'aquest mar interior, incloent-hi el Kutum (també conegut com a peix blanc de la Càspia), el Rutilus de la Càspia, la Brema (alguns informes diuen que és la mateixa subespècie que la brema de la mar d'Aral), i un "salmó" de la Càspia (una subespècie de truita Salmo trutta caspiensis). Aquesta subespècie està amenaçada de forma crítica.

## Economia

### Petroli
La regió és rica en fonts d'energia. A més dels camps petrolífers recentment descoberts, també hi ha proves de l'existència de grans extensions de gas natural, tot i que en cal una exploració a fons per definir-ne el futur potencial. Els estats fronterers de la mar Càspia estan aconseguint una gran importància en l'àmbit geopolític, especialment a causa de la inestabilitat de l'Orient Mitjà, que pot afectar les polítiques energètiques de molts països occidentals. Un altre factor que cal tenir en compte és el nou desplegament militar estatunidenc a la regió centreasiàtica.
Un problema clau és l'estatus de la mar Càspia i l'establiment de les fronteres marítimes entre els cinc estats del litoral. Rússia, l'Azerbaidjan i el Kazahkstan van signar un acord el 2003 per dividir-se la part septentrional de la Càspia (un 64%) entre ells, tot i que els altres dos països riberencs, l'Iran i el Turkmenistan, no s'hi van afegir. L'acord entre les tres nacions, en el qual ha influït la producció de petroli, segurament influirà en el seu desenvolupament futur, que pot quedar aturat en el cas iranià i turcman.
En l'actualitat, l'Azerbaidjan i el Kazahkstan han experimentat el major increment en la producció petroliera (un increment del 70% des del 1992). Tot i això, la regió encara no produeix tot el seu potencial, ja que la producció regional total és d'uns 1,6 milions de barrils (uns 250.000 m³) diaris, si fa no fa la producció del Brasil. Es calcula que aquesta producció es triplicarà cap al 2010.

### Transports
Hi ha diversos serveis de transbordadors que operen a la mar Càspia, que inclouen entre altres:
- la línia entre Türkmenbaşy i Bakú.[22]
- la línia entre Bakú y Akhtau.
- unes quantes línies entre ciutats a l'Iran i Rússia.

## Història

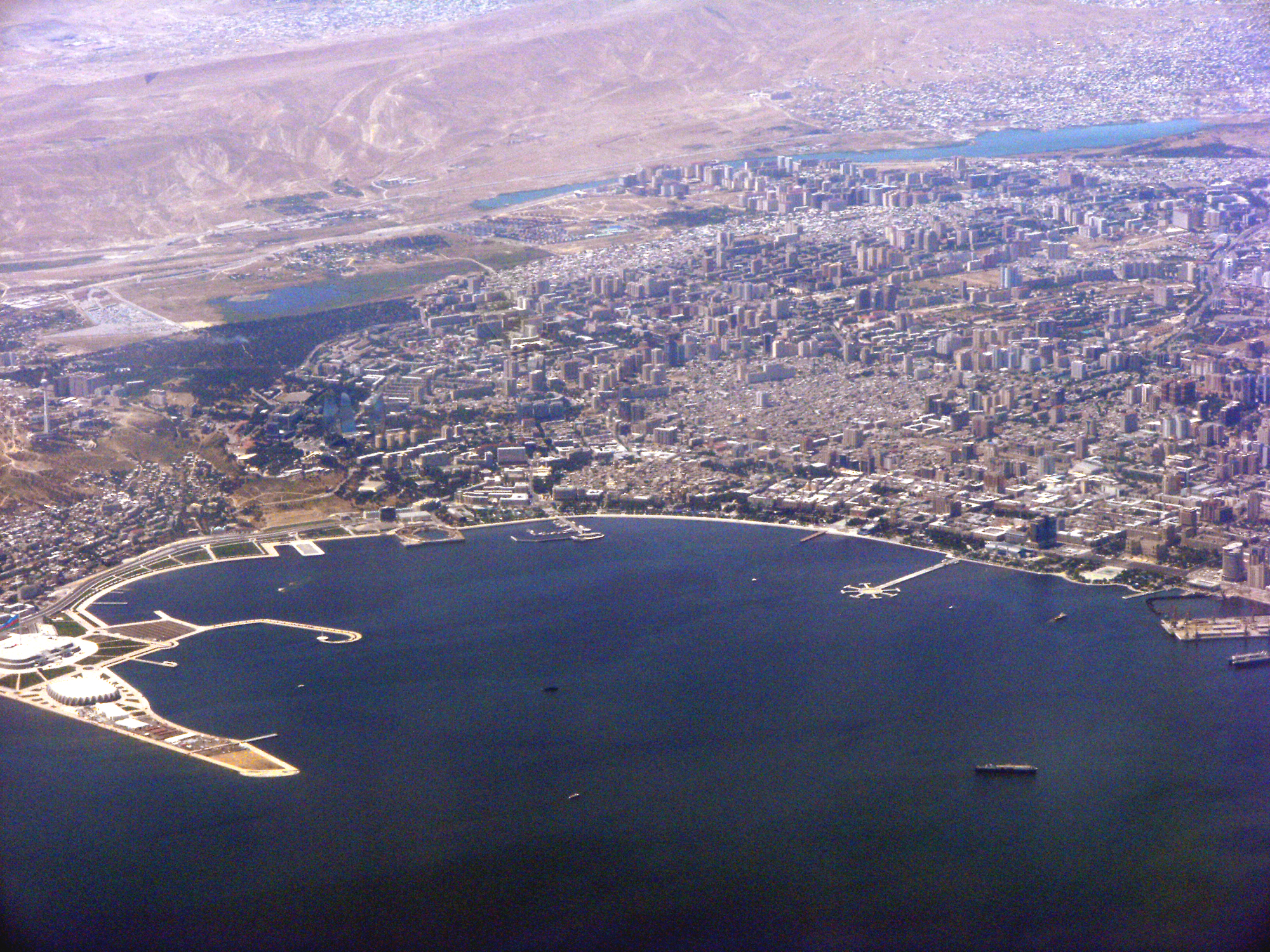
La Mar Càspia vista des de Bakú, Azerbaidjan.

S'estima que el mar Caspi té al voltant dels 30 milions d'anys d'antiguitat i no té sortida des de 5,5 milions d'anys. Es creu que l'àrea està habitada des de fa més de 75.000 anys a partir d'uns descobriments a la Cova de Huto, prop de la ciutat de Behshahr.
A l'antiguitat la mar Càspia era anomenada l'oceà Hircà. Amb el pas del temps també fou anomenada mar de Mazandaran (nom que conserva en persa), mar Khàzar (com se'n diu en les llengües turqueses i en àrab) i mar Khvalissià.
A les vores de la Càspia hi hagué les ciutats històriques d'Hircània, Tamisheh, Atil i Khazaran.

### Disputes internacionals

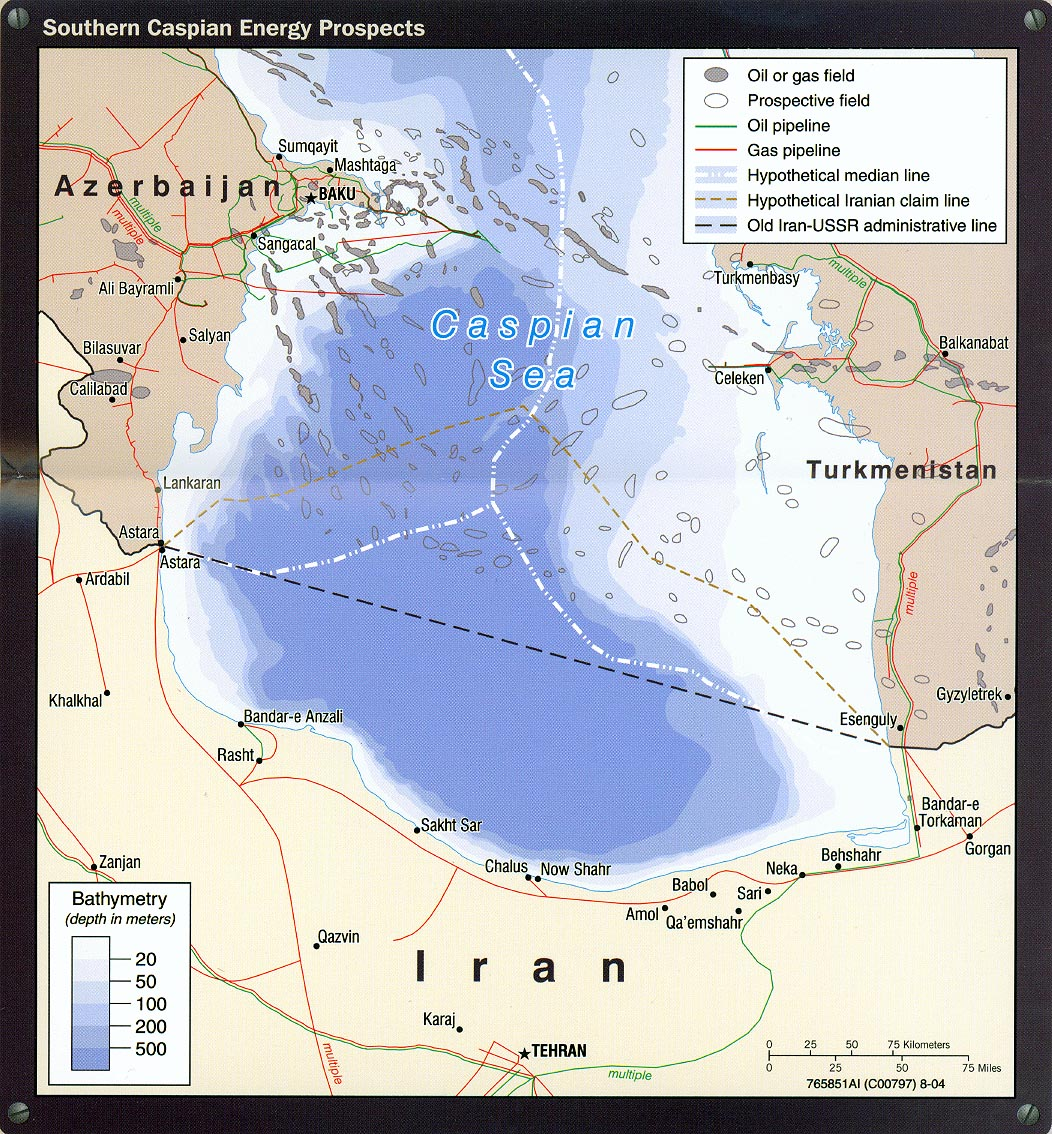
Prospeccions energètiques al Caspi meridional (part de l'Iran).

Hi ha tres assumptes d'importància que ha de regular l'estatus de la mar Càspia: l'accés a recursos minerals (petroli i gas natural), accés a la pesca i l'accés a aigües internacionals (a través del riu Volga i els canals que connecten amb el mar Negre i el mar Bàltic). L'accés al Volga és especialment important per als estats interiors de l'Azerbaidjan, el Kazakhstan i el Turkmenistan. Per descomptat, tot això afecta directament a Rússia, ja que els seus futurs oleoductes passaran per aquest territori, tot i que aniran cap a les aigües interiors. Si una extensió d'aigua es considera mar, llavors es crearien precedents i els tractats internacionals obligarien que es garantís l'accés als vaixells estrangers. En canvi, si una extensió d'aigua es considera merament un llac, no hi ha aquestes obligacions. Les problemàtiques mediambientals també tenen a veure en gran manera amb l'estatus i amb les fronteres. Així mateix, caldria destacar que Rússia es va quedar amb el gruix de l'antiga Flota Militar Soviètica del Caspi, i actualment hi té la presència militar més forta. Altres països com l'Azerbaidjan, el Kazakhstan i sobretot el Turkmenistan van rebre una petita part de les restes de la flota, ja que no disposen de ciutats portuàries de gran magnitud.
D'acord amb el tractat signat entre l'Imperi Persa (predecessor de l'Iran actual) i l'Imperi Rus, el mar Caspi és tècnicament un llac i estaria dividit en dos sectors (persa i rus), però els recursos (en aquell moment principalment peix) es compartirien. La línia entre els dos sectors havia de ser considerada com una frontera internacional en un llac comú (com el llac Albert. El sector rus també va ser subdividit en sectors administratius de les quatre repúbliques litorals. Després de la dissolució de la Unió Soviètica no totes les noves repúbliques independents van assumir la continuïtat de l'antic tractat. Al principi, Rússia i l'Iran van anunciar que continuarien amb la seva adhesió a l'antic tractat (però ja no tenen una frontera comuna, i això és parcialment impossible). El Kazakhstan, l'Azerbaidjan i el Turkmenistan van anunciar que no es consideren com a part d'aquest tractat; però més tard van sorgir diverses propostes perquè tots els estats litorals arribessin a un acord comú sobre la situació del mar.
Més tard van seguir algunes propostes d'acord entre tots els estats riberencs sobre l'estat de la mar:
- L'Azerbaidjan, el Kazakhstan i el Turkmenistan han insistit que el sector ha de basar-se en la línia de mitjana, donant a cada Estat una quota proporcional a la longitud de la seva costa a la mar Càspia. A la vegada, els sectors haurien de formar part del territori sobirà de l'Estat en particular (per tant, fent que esdevinguessin fronteres internacionals i permetent que cada Estat gestionés tots els recursos dins del seu sector de la manera com volgués, de forma unilateral).
- L'Iran va insistir que els sectors han de ser tals que cada estat rebi una cinquena part del total de la mar Càspia. Això suposaria un tracte més avantatjós per a l'Iran, ja té una costa proporcionalment menor.
- Rússia va proposar una solució una mica de compromís: el fons del mar (i per tant els recursos minerals) que es divideix en línies sectorials (al llarg de les dues variants descrites abans), la superfície (i per tant els drets de pesca) per a ser compartida entre tots els estats (amb les següents variacions: tota la superfície seria compartida, cada estat rebria una zona exclusiva i una zona comuna única al centre per compartir). La segona variant no es considera pràctica, a causa de la petita mida del mar.

### Situació actual
Rússia, el Kazakhstan i l'Azerbaidjan han acordat una solució sobre els seus sectors. No hi ha problemes entre el Kazakhstan i el Turkmenistan, però aquest últim no hi participa activament, així que no hi ha acord tampoc. L'Azerbaidjan està en desacord amb l'Iran per uns camps de petroli i tots dos ho reclamen. Hi ha hagut ocasions en què les embarcacions de patrulla iranianes han obert foc contra els vaixells enviats per l'Azerbaidjan per a l'exploració a la regió en disputa. Hi ha tensions similars entre l'Azerbaidjan i el Turkmenistan (aquest últim assenyala que el primer ha bombat més petroli del que s'ha acordat d'un camp, reconeguda per ambdues parts com a compartit). Menys greus són els problemes entre el Turkmenistan i l'Iran. En qualsevol cas, la part sud del mar segueix sent controvertida.
- Rússia i el Kazakhstan van signar un tractat, segons el qual, es divideixen la part nord del Mar Caspi, entre ells en dos sectors al llarg de la línia mitjana. Cada sector és una zona exclusiva del seu estat. Per tant, tots els recursos, els fons marins i la superfície són exclusius per a l'Estat en particular.
- Rússia i l'Azerbaidjan va signar un tractat similar pel que fa a la seva frontera comuna.
- El Kazakhstan i l'Azerbaidjan va signar un tractat similar pel que fa a la seva frontera comuna.
- L'Iran no reconeix els acords bilaterals entre els altres Estats riberencs. L'Iran segueix insistint en un únic acord multilateral entre els cinc estats riberencs (com l'única manera d'aconseguir compartir una cinquena part).
- La posició del Turkmenistan no és clara.

Després que Rússia adoptés la divisió sectorial per línia mitjana i els tres tractats ja signats entre alguns estats del litoral, aquest sembla el mètode realista per a la regulació de les fronteres del mar Caspi. El sector rus està totalment definit. El sector del Kazakhstan no està totalment definit, però no es discuteix tampoc. L'Azerbaidjan, el Turkmenistan i els sectors de l'Iran no estan definits completament.
La reunió dels Estats riberencs del mar Caspi el 2007 va suposar la signatura d'un acord que prohibeix a qualsevol vaixell que no enarborin la bandera nacional d'un estat del litoral d'entrar en aigües del Mar Caspi.